# Olympische Winterspiele 1994/Teilnehmer (Rumänien)
| Gelbes Symbol für Goldmedaillen mit stilisierten Olympischen Ringen | Graues Symbol für Silbermedaillen mit stilisierten Olympischen Ringen | Braundes Symbol für Bronzemedaillen mit stilisierten Olympischen Ringen |
| ------------------------------------------------------------------- | --------------------------------------------------------------------- | ----------------------------------------------------------------------- |
| —                                                                   | —                                                                     | —                                                                       |

Rumänien nahm an den Olympischen Winterspielen 1994 im norwegischen Lillehammer mit einer Delegation von 23 Athleten in sieben Disziplinen teil, davon 13 Männer und 10 Frauen. Ein Medaillengewinn gelang keinem der Athleten.
Fahnenträger bei der Eröffnungsfeier war der Rennrodler Ioan Apostol.

## Teilnehmer nach Sportarten

### Biathlon
| Athleten                                                      | Wettbewerbe        | Zeit        | Fehler      | Rang |
| ------------------------------------------------------------- | ------------------ | ----------- | ----------- | ---- |
| Frauen                                                        |                    |             |             |      |
| Mihaela Cârstoi                                               | 15 km Einzel       | 1:01:15,0 h | 7 (1+1+1+4) | 63   |
| Ileana Ianoșiu-Hangan                                         | 7,5 km Sprint      | 28:37,1 min | 2 (1+1)     | 43   |
| Adina Șotropa                                                 | 7,5 km Sprint      | 29:34,8 min | 3 (2+1)     | 55   |
| Adina Șotropa                                                 | 15 km Einzel       | 55:27,4 min | 1 (0+0+0+1) | 18   |
| Adina Șotropa Mihaela Cârstoi Ana Roman Ileana Ianoșiu-Hangan | 4 × 7,5 km-Staffel | 2:02:36,8 h | 4 (0+4)     | 16   |
| Männer                                                        |                    |             |             |      |
| Gheorghe Vasile                                               | 10 km Sprint       | 31:05,3 min | 2 (1+1)     | 34   |
| Gheorghe Vasile                                               | 20 km Einzel       | 1:00:33,7 h | 2 (1+1+0+0) | 21   |

### Bob
| Athleten                                                        | Wettbewerb | Lauf 1  | Lauf 1 | Lauf 2  | Lauf 2 | Lauf 3  | Lauf 3 | Lauf 4  | Lauf 4 | Gesamt      | Gesamt |
| Athleten                                                        | Wettbewerb | Zeit    | Rang   | Zeit    | Rang   | Zeit    | Rang   | Zeit    | Rang   | Zeit        | Rang   |
| --------------------------------------------------------------- | ---------- | ------- | ------ | ------- | ------ | ------- | ------ | ------- | ------ | ----------- | ------ |
| Männer                                                          |            |         |        |         |        |         |        |         |        |             |        |
| Florin Enache Mihai Dumitrașcu                                  | Zweierbob  | 54,35 s | 32     | 54,38 s | 31     | 54,47 s | 31     | 54,85 s | 34     | 3:38,05 min | 30     |
| Florin Enache Marian Chițescu Iulian Păcioianu Mihai Dumitrașcu | Viererbob  | 52,92 s | 24     | 53,02 s | 24     | 53,19 s | 23     | 53,05 s | 21     | 3:32,18 min | 23     |

### Eiskunstlauf
| Athleten        | Wettbewerbe | Pflichttanz 1 | Pflichttanz 1 | Pflichttanz 2 | Pflichttanz 2 | Originaltanz | Originaltanz | Kurzprogramm | Kurzprogramm | Kür/Kürtanz | Kür/Kürtanz | Gesamt    | Gesamt |
| Athleten        | Wettbewerbe | Bewertung     | Rang          | Bewertung     | Rang          | Bewertung    | Rang         | Bewertung    | Rang         | Bewertung   | Rang        | Bewertung | Rang   |
| --------------- | ----------- | ------------- | ------------- | ------------- | ------------- | ------------ | ------------ | ------------ | ------------ | ----------- | ----------- | --------- | ------ |
| Männer          |             |               |               |               |               |              |              |              |              |             |             |           |        |
| Cornel Gheorghe | Einzel      | —             | —             | —             | —             | —            | —            | 8,0          | 16           | 14,0        | 14          | 22,0      | 14     |
| Marius Negrea   | Einzel      | —             | —             | —             | —             | —            | —            | 9,5          | 19           | 19,0        | 19          | 28,5      | 19     |

### Eisschnelllauf
| Athleten            | Wettbewerbe | Zeit        | Rang |
| ------------------- | ----------- | ----------- | ---- |
| Frauen              |             |             |      |
| Mihaela Dascălu     | 500 m       | 41,13 s     | 23   |
| Mihaela Dascălu     | 1000 m      | 1:21,94 min | 17   |
| Mihaela Dascălu     | 1500 m      | 2:04,02 min | 8    |
| Mihaela Dascălu     | 3000 m      | 4:22,42 min | 8    |
| Cerasela Hordobețiu | 500 m       | 42,15 s     | 29   |
| Cerasela Hordobețiu | 1000 m      | 1:23,19 min | 28   |
| Cerasela Hordobețiu | 1500 m      | 2:08,50 min | 23   |
| Cerasela Hordobețiu | 3000 m      | 4:29,31 min | 17   |
| Cerasela Hordobețiu | 5000 m      | 7:41,65 min | 14   |
| Männer              |             |             |      |
| Zsolt Baló          | 500 m       | 38,56 s     | 38   |
| Zsolt Baló          | 1000 m      | 1:16,16 min | 36   |
| Zsolt Baló          | 1500 m      | 1:56,44 min | 26   |
| Dezideriu Horvath   | 1500 m      | 1:57,07 min | 31   |
| Dezideriu Horvath   | 5000 m      | 6:59,04 min | 20   |

### Rennrodeln
| Athlet                   | Wettbewerb   | Lauf 1   | Lauf 1 | Lauf 2   | Lauf 2 | Lauf 3   | Lauf 3 | Lauf 4   | Lauf 4 | Gesamt       | Gesamt |
| Athlet                   | Wettbewerb   | Zeit     | Rang   | Zeit     | Rang   | Zeit     | Rang   | Zeit     | Rang   | Zeit         | Rang   |
| ------------------------ | ------------ | -------- | ------ | -------- | ------ | -------- | ------ | -------- | ------ | ------------ | ------ |
| Frauen                   |              |          |        |          |        |          |        |          |        |              |        |
| Sorina Grigore           | Einsitzer    | 51,324 s | 23     | 50,800 s | 22     | 50,572 s | 23     | 50,508 s | 22     | 3:23,204 min | 22     |
| Adriana Turea            | Einsitzer    | 50,324 s | 20     | 50,588 s | 21     | 50,393 s | 22     | 50,556 s | 23     | 3:21,861 min | 21     |
| Männer                   |              |          |        |          |        |          |        |          |        |              |        |
| Ioan Apostol Liviu Cepoi | Doppelsitzer | 48,647 s | 6      | 48,676 s | 5      | —        | —      | —        | —      | 1:37,323 min | 6      |

### Ski Alpin
| Athleten     | Wettbewerbe        | 1. Lauf     | 1. Lauf | 2. Lauf     | 2. Lauf | Gesamt      | Gesamt |
| Athleten     | Wettbewerbe        | Zeit        | Rang    | Zeit        | Rang    | Zeit        | Rang   |
| ------------ | ------------------ | ----------- | ------- | ----------- | ------- | ----------- | ------ |
| Frauen       |                    |             |         |             |         |             |        |
| Mihaela Fera | Abfahrt            | —           | —       | —           | —       | 1:41,07 min | 36     |
| Mihaela Fera | Alpine Kombination | 1:31,69 min | 27      | 1:54,41 min | 21      | 3:26,10 min | 20     |
| Mihaela Fera | Super-G            | —           | —       | —           | —       | 1:28,47 min | 39     |
| Maria Zaruc  | Abfahrt            | —           | —       | —           | —       | 1:45,73 min | 40     |
| Maria Zaruc  | Alpine Kombination | DNF         | DNF     | DNF         | DNF     | DNF         | DNF    |

### Skilanglauf
| Athleten            | Wettbewerbe      | Zeit        | Rang |
| ------------------- | ---------------- | ----------- | ---- |
| Männer              |                  |             |      |
| Zsolt Antal         | 10 km klassisch  | 29:13,3 min | 80   |
| Zsolt Antal         | 15 km Verfolgung | 44:44,2 min | 62   |
| Zsolt Antal         | 30 km Freistil   | 1:23:49,7 h | 54   |
| Elemer-György Tanko | 10 km klassisch  | 28:30,5 min | 73   |
| Elemer-György Tanko | 15 km Verfolgung | 44:27,1 min | 59   |
| Elemer-György Tanko | 30 km Freistil   | 1:23:22,6 h | 52   |
| Elemer-György Tanko | 50 km klassisch  | DNF         | DNF  |